# Эшдаун, Джейми
Джейми Лоуренс Эшдаун (англ. Jamie Lawrence Ashdown; 30 ноября 1980, Рединг, Англия) — английский футболист, вратарь.

## Карьера
Закончил футбольную академию «Рединга», где считался большим талантом и подписал там первый профессиональный контракт в 1998 году. В 2000 году впервые появился на поле в официальном матче в рамках Кубка Лиги. Впрочем, этот матч так и остался для Эшдауна единственным в сезоне 2000/01. В следующем сезоне отыграл чуть больше - 4 матча. В 2002-03 году активно отдавался в аренды в разные клубы низших дивизионов, где наиграл в общей сложности порядка 2 десятков матчей. В сезоне 2003/04 в связи с травмой основного голкипера «Рединга» Маркуса Ханемана получил свой шанс в основе и отыграл за столичный клуб 10 матчей в Английской Премьер-Лиге. Однако, свой истекающий контракт продлевать не стал и в статусе свободного агента перешёл летом 2004 года в «Портсмут», выступавший тогда тоже в высшем английском дивизионе.
Изначально Джейми приглашался туда как второй вратарь, но из-за того, что основные вратари - Халкиас, Вестерфельд регулярно допускали кучу ошибок в воротах, играл довольно много — за сезоны 2004/05 и 2005/06 отыграл за «помпи» в Премьер-Лиге порядка 40 матчей. Но с приходом в «Портсмут» более надежных Келли и Джеймса на свитер основного голкипера более не претендовал.
Следующие 3 сезона Джейми стабильно сидел на лавке клуба, получал зарплату и изредка поигрывал в кубковых соревнованиях. Отметим, что вратарь стал победителем Кубка Англии-2008, так и не сыграв ни разу в этом соревновании. После вылета «Портсмута» в Чемпионшип Эшдаун ушёл из команды из-за истечения срока контракта, но после того, как клуб потерял Дэвида Джеймса, руководство клуба предпочло поскорей вернуть Эшдауна обратно. Он вернулся и отыграл за следующий сезон чуть ли не больше матчей, чем за всю свою предыдущую карьеру - 46. А ещё через сезон Эшдаун снова познал с «помпи» горечь вылета - на этот раз в Лигу 1.
В связи с известными финансовыми проблемами «Портсмута» Джеймс был вынужден подыскивать себе новый клуб. Летом 2012 года он проходил просмотры в «Мидлсбро» и «Лидс Юнайтед» - и если первый завершился неудачно, то второй увенчался подписанием контракта сроком на два года.
В «Лидсе» Эшдауну пришлось осваивать хорошо знакомую роль второго голкипера за спиной Патрика Кенни. За «Юнайтед» в Чемпионшипе 2012/13 годов Джеймс так и не сыграл, зато регулярно играл за новый клуб в кубковых соревнованиях. На счету голкипера 4 матча в Кубке Лиги и ещё 4 - в Кубке Англии.
Во время предсезонной подготовки Лидса» к сезону 2013/14 Эшдаун был травмирован и не принял участия ни в одном из товарищеских матчей.

## Достижения
- Обладатель Кубка Англии (1): 2007/08
- Финалист Кубка Англии (1): 2009/10